# Laguna de la Cocha
La laguna de la Cocha (du Quechua : qutra, lagune), également appelée laguna Guamuez, consiste en un grand barrage naturel d'origine glaciaire, situé dans le corregimiento El Encano de la municipalité de San Juan de Pasto (département de Nariño), au sud-ouest de la Colombie. C'est le second lac le plus important du pays après la laguna de Tota. En 2000, par le Decreto 698 du 18 avril, le gouvernement colombien a inscrit la laguna de La Cocha comme étant une zone humide d'importance internationale selon la convention de Ramsar, qualifiant ainsi la première zone de ce type dans la zone andine.

## Localisation et géographie

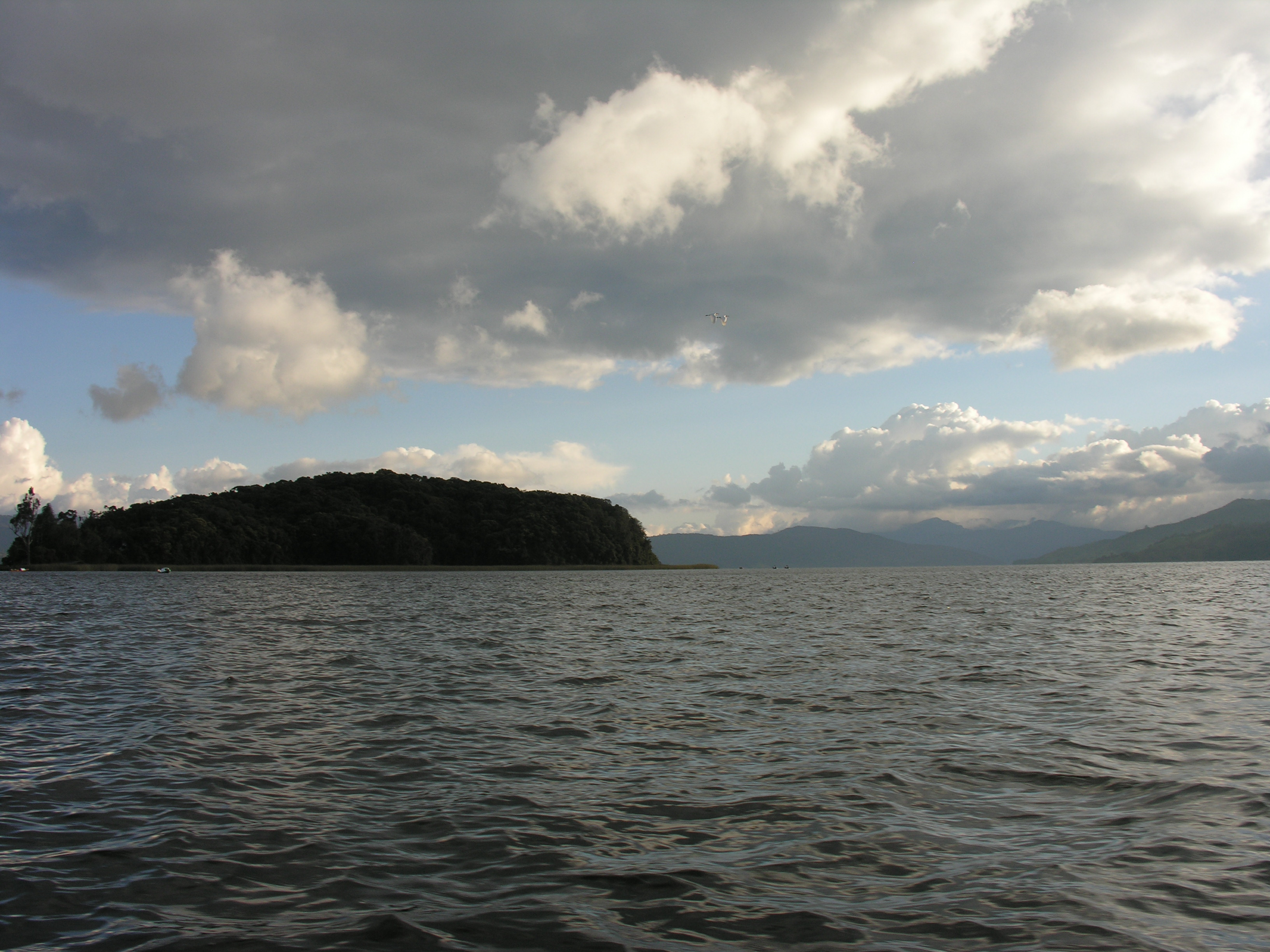
L'île de la Corota

La laguna de la Cocha est localisée à approximativement 20 km de la zone urbaine de Pasto, à 2 800 mètres d'altitude, dans les montagnes du versant oriental du nœud de los Pastos. Elle s'étend sur plus de 40 km2 et une longueur de 25 km. Sa profondeur maximale est de 75 mètres. Ses eaux sont transparentes ses rives bien découpées.
La laguna de la Cocha est alimentée par divers cours d'eau, dont le principal est le río Encano. Elle se vide par le biais du  río Guamuéz, affluent du río Putumayo.
La laguna de la Cocha possède deux îles. La plus grande est l'île de La Corota qui abrite le sanctuaire de faune et de flore de l'île de La Corota un parc nacional colombien. Il s'y rencontre de nombreuses espèces d'oiseaux et de plantes, dont beaucoup sont endémiques.

## Activités humaines
Sur les rives de la laguna de la Cocha se concentrent des populations de pêcheurs et d'agriculteurs, descendants de cultures indigènes tels les Quillacingas. C'est également un lieu de référence pour d'autres comme les camsás, les A'i Cofán et les ingas qui considèrent le lac comme un lieu sacré. 